# Стойче Георгиев
Стойче Георгиев (на английски: Stoiche Georgieff) е български революционер, деец на Вътрешната македоно-одринска революционна организация, емигрантски деец в Канада.

## Биография
Стойче Георгиев е роден в 1880 година в битолското село Железнец, тогава в Османската империя. Привлечен е във ВМОРО още когато е на 14-15 години и на 16 години полага клетва пред кичевския войвода Наке Янев. До Илинденско-Преображенското въстание е работи в родното си село и е куриер, водач на чети и други. По време на въстанието през лятото на 1903 година напуска родното си място и влиза в четата на районния войвода Йордан Пиперката. Стойче Георгиев взима участие в големите сражения при кичевското село Карбуница, както и при турското Прибилци, Битолско и в най-голямото сражение в Боищката планина, където участват група чети под ръководството на Борис Сарафов. След сражението Сарафов разпуска четниците и Стойче Георгиев се връща в родното си село. В 1904 година заминава за Битоля, където е терорист на ВМОРО. 
В 1911 година напуска Битоля и емигрира в Канада, където живее до 1912 година. В 1912 година по време на Балканската война се завръща в окупирания от сръбски части Битоля, но още на другия ден е арестуван от сръбските власти. Скоро е освободен от затвора, но остава под строго наблюдение и така живее в Битоля в следващите около 4 години. В 1915 година заминава отново в Канада, където взима участие в обществения и църковния живот на българската македонска емиграция.
През 1922 година се завръща в Битоля, но веднага е арестуван от сърбите. Скоро е освободен, но преследван и малтретиран отново бяга в Канада.
Умира в 1970 или в 1971 година.